# Hispano-Suiza 14AB

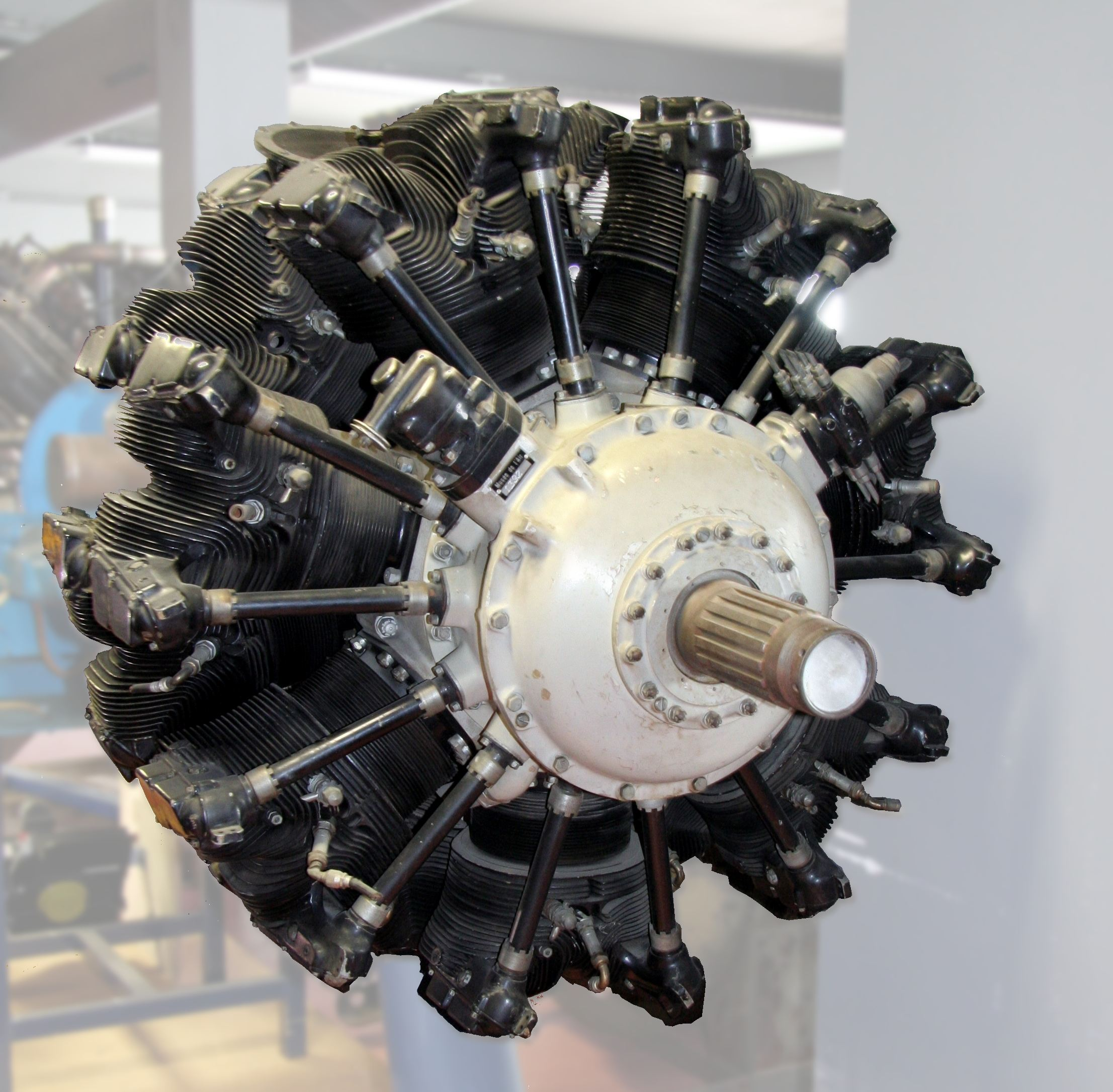
Hispano-Suiza 14AB (Musée de l'Air et de l'Espace)

L’Hispano-Suiza 14AB est un moteur aéronautique à pistons refroidi par air, à 14 cylindres en double étoile, d'une famille développée à partir de versions françaises des moteurs Wright Whirlwind et Wright Cyclone. Monté sur de nombreux prototypes et quelques appareils de série français de la fin des années 1930, son manque de fiabilité l'a fait peu à peu abandonner.

## Conception initiale
Au début de 1928, la firme Hispano-Suiza conclut avec le motoriste américain Wright un accord de licence qui lui permettait de produire en France les Wright Whirlwind R-540, Wright Whirlwind R-975 et Wright Cyclone R-1820. Ces moteurs, qui furent connus dans la gamme Hispano-Suiza sous les noms de Hispano-Suiza 5Q, 9Q et 9V, étaient pratiquement identiques aux modèles d'origine, dont ils ne différaient que par la visserie métrique, l’adaptation d’accessoires nationaux et l'incorporation de quelques procédés "maison" tels que la nitruration des cylindres . Manquant sérieusement de fiabilité, ils ne furent pas un grand succès.
En 1933, le motoriste qui avait gagné un peu d'expérience dans le domaine des moteurs en double étoile en fabriquant le moteur diesel Clerget 14U, mit en chantier des versions à 14 cylindres des moteurs précédents, qui portaient les numéros d'étude  HS 79 et HS 80 (les 5Q, 9Q et 9V n'en avaient pas). Annoncés début 1934, dévoilés en octobre de la même année et initialement baptisés 14Ha et 14Hb, ces deux moteurs furent peu après renommés Hispano-Suiza 14AA et 14AB. Contrairement aux précédents, ils n’étaient en rien de simples licences de moteurs américains, mais bel et bien "des développements français s'appuyant sur des brevets Wright" .
Le 14AB était le plus petit de ces deux projets, reprenant les côtes du 9Q légèrement modifiées pour les rendre « super-carrées » (alésage x course de 135 x 130 mm, contre 127 x 140 mm pour le 9Q), ce qui en faisait pour l'époque un moteur d’à peine plus d’1 mètre de diamètre, dimension remarquable pour les performances annoncées de l’ordre de 750 ch. Il entrait ainsi en concurrence directe avec le Gnome et Rhône 14M, un peu moins puissant mais d'un diamètre encore plus faible (0.96 m).
Avant même que ce nouveau modèle ait été homologué, il suscita comme son aîné le 14AA un grand engouement dans les services officiels français, qui y voyaient un moyen de battre en brèche la suprématie de Gnome et Rhône dans le domaine des moteurs à refroidissement par air. De ce fait, les programmes officiels demandèrent systématiquement son montage dans les projets en cours, notamment pour le programme des bimoteurs triplaces de chasse .
Entretemps, fin 1936, le moteur avait été réceptionné dans différentes versions combinant prise directe ou réducteur d'hélice, et double sens de rotation. Au régime de 2 400 tr/min, la puissance homologuée était de 640 ch au décollage et 670 ch rétablis à 3 500 m, le compresseur tournant à 9,38 fois la vitesse du moteur et assurant une pression de 880 mmHg à l’admission.

## Un développement avorté
Le moteur 14AB fut commandé en série en 1937 pour équiper le Potez 630, issu du programme des chasseurs bimoteurs triplaces de 1934. En juin 1938, il en fut de même pour le Breguet 691, version modifiée en avion d’assaut du Breguet 690 issu du même programme. Mais le 14AB démontra dès sa mise en service de nombreux problèmes de fiabilité : surchauffe, fuites d'huile, ruptures de pièces (dont le vilebrequin...). Les culasses étaient également affectées d’un phénomène de fissuration qui, sans provoquer l’arrêt brutal du moteur, ne le condamnait pas moins à une réforme plus ou moins rapide.
Comme l’autre moteur à air développé par Hispano-Suiza, le 14AA, donnait lui aussi des signes de faiblesse sur le prototype du LeO 451, on décida de substituer aux moteurs des appareils commandés en série leurs équivalents du concurrent Gnome et Rhône. Pour le 14AB,  le remplaçant fut le Gnome et Rhône 14M, délivrant à peu près la même puissance, mais beaucoup plus sûr et doté même d’un diamètre notablement inférieur (0,96 m contre 1,02 m). Les appareils ainsi remotorisés furent dénommés Potez 631 et Breguet 693 ; la centaine d’appareils déjà construits et livrés avec leurs 14AB fut reléguée aux tâches d’entrainement et d’instruction.
Malgré ces désillusions, le motoriste de Bois-Colombes – bien plus à l’aise avec les moteurs à refroidissement liquide qui avaient fait sa réputation, qu’avec ceux à air dont il ne maîtrisait pas totalement la technologie - continuait à tenter d'éradiquer les problèmes de ses moteurs en étoile : peu de temps avant le déclenchement des hostilités, une nouvelle version du 14AB était présentée, avec une culasse redessinée dotée d’un ailettage bien plus généreux, de nombreuses pièces modifiées et un vilebrequin incorporant deux amortisseurs dynamiques de vibration Sarrazin. Dénommés Hispano-Suiza 14AB 10/11, ces nouveaux modèles donnaient 700 ch au décollage et 725 ch à l'altitude de rétablissement de 3 250 m. Ils furent encore optimisés pour la basse altitude – zone d’action privilégiée du petit avion d’assaut Breguet – dans la version 14AB 12/13, dont le compresseur ne tournant plus qu’à 5,95 fois le régime moteur, assurait 800 ch au sol et rétablissait 745 ch à 700 m. Un dernier modèle, le 14AC, que l’on trouve dans les dossiers de présentation de certains prototypes, ne vit pas le jour - ou bien doit être confondu avec ces ultimes versions -, et la série fut abandonnée en juin 1940.
Durant l’occupation de la France, la branche espagnole du motoriste reprit une étude française antérieure (HS 88) visant à extrapoler un 9 cylindres du 14AB. Ce moteur ne fut pas construit en série..

## Description
La conception du 14AB reposait sur des cylindres proches de ceux du 9Q, groupés en deux étoiles sur un carter central assemblé en trois pièces en acier estampé.
Les cylindres étaient classiquement formés d'une culasse en aluminium coulé, assez largement ailettée et vissée à chaud sur des futs d'acier; ces derniers nitrurés et avec leurs ailettes usinées dans la masse. Les soupapes étaient au nombre de 2, formant un angle très ouvert de 70°. La soupape d'échappement était refroidie au sodium, et le tout était sous capots entièrement étanches.
Le carter central recevait à l'avant le carter de réducteur incorporant le double plateau à cames de l'étoile avant, pendant qu'à l'arrière le carter de compresseur incluait le double plateau à cames de l'étoile arrière.
Le vilebrequin était d'une seule pièce, et tournait sur deux roulements à galets et un roulement à billes à gorges profondes. Il était, à l'instar du concurrent Gnome et Rhône 14M,  dépourvu de palier central. Les deux bielles maitresses étaient assemblées, avec un chapeau fixé au moyen de goupilles coniques comme sur le 12Y ; elles recevaient chacune 6 bielles secondaires.

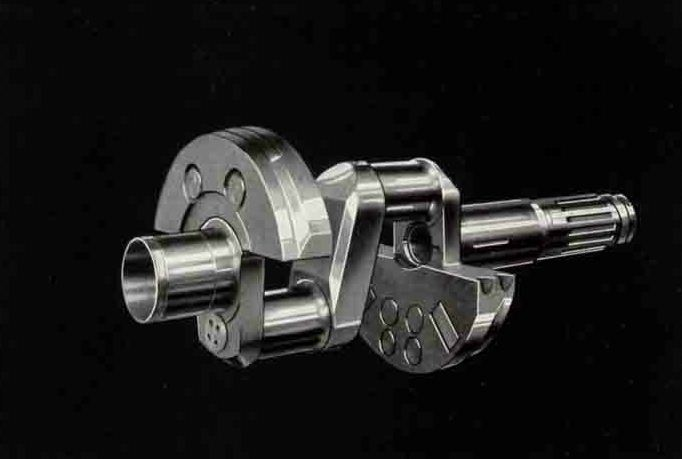
Hispano-Suiza 14AB, vilebrequin avec 2 amortisseurs Sarazin (bulletin du constructeur)

Les vilebrequins des dernières séries du 14AB, toujours d'une seule pièce, reçurent deux amortisseurs dynamiques Sarazin, destinés à absorber les vibrations de flexion pour l'un, de torsion pour l'autre. 
Le réducteur qui équipait certains modèles était du type Farman, à satellites coniques, de rapport 0,625.
Le compresseur centrifuge placé à l'arrière avait son rouet en alliage de magnésium estampé, entraîné classiquement via des moyeux élastiques et un embrayage centrifuge, et avec des rapports de multiplication de 9,38 ou 5,95 suivant les versions. Il reprenait l'architecture de celui du 9V. Le couvercle arrière recevait les accessoires - magnétos, pompes à vide, pompes à essence, génératrice - et incluait les pompes à huile à palettes chères à Marc Birkigt, mais qui avaient la réputation d'émulsionner l'huile et de se désamorcer facilement.

## Applications
- Breguet 690
- Breguet 691.
- Potez 630
- Air-Couzinet AC10.
- Fokker G.1.

## Caractéristiques
Caractéristiques générales

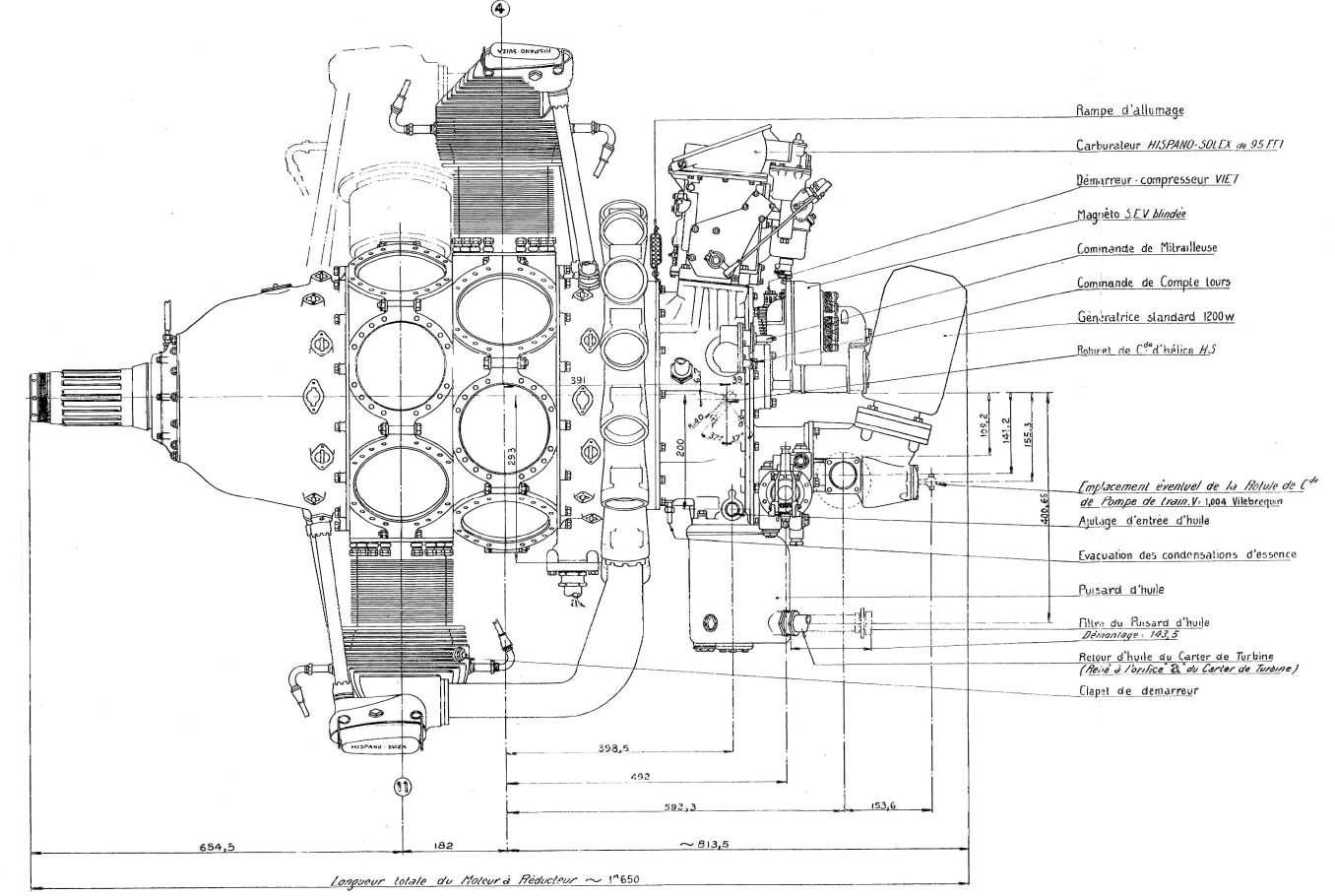
HS 14AB, vue latérale cotée, notice constructeur

- Type : moteur à pistons refroidi par air, à 14 cylindres en double étoile,
- Alésage : 135 mm
- Course  : 130 mm
- Taux de compression : 6,2 à 1
- Cylindrée : 26,05 l
- Longueur : 1,55 m
- Diamètre : 1,02 m
- Masse à sec : 495 kg

Composants
- Système de distribution : une soupape d'admission et une soupape d'échappement refroidie au sodium par cylindre
- Compresseur : compresseur centrifuge, un seul étage, une seule vitesse
- Système d'alimentation : carburateur Hispano-Solex double corps
- Carburant : essence à 87 d'indice d'octane
- Carburateur : Hispano-Solex double corps inversé, correction altimétrique automatique, limiteur d'admission débrayable intégré au compresseur
- Système de refroidissement : par air
- Lubrification : carter sec, graissage sous pression via des pompes à palettes - une pompe de pression et une de refoulement

Performances
- Puissance développée (modèles 14AB -10/11[9]) :
  - 515 kW (700 ch,  690 bhp) à 2 400 tr/min au décollage en surpression (880 mmHg)
  - 533 kW (725 ch, 715 bhp) à 2 400 tr/min à 3 250 m d'altitude
- BMEP : 151 psi
- Puissance spécifique : 20,46 kW/l
- Consommation spécifique : 299 g/kWh
- Consommation d'huile : 12 g/kWh
- Puissance massique : 1,08 kW/kg